# Zayed bin Sultan Al Nahyan
Sheikh Zayed bin Sultan Al Nahyan (tiếng Ả Rập: ٱلشَّيْخ زَايِد بِن سُلْطَان آل نَهْيَان, đã Latinh hoá: Ash-Shaykh Zāyed bin Sulṭān Āl Nahyān); (6 tháng 5 năm 1918 – 2 tháng 11 năm 2004), là Tổng thống của Các tiểu vương quốc Ả Rập thống nhất và emir (tiểu vương) của Abu Dhabi và là tổng thống đầu tiên của Các tiểu vương quốc Ả Rập thống nhất từ năm 1971 đến khi mất năm 2004